# 水木ケイ
水木 ケイ（みずき けい、1989年5月19日 - ）は、日本の演歌歌手。オフィスAY所属。
大阪府吹田市出身。

## 経歴
身長158cm。特技はトロンボーン演奏。
4歳の時に家族旅行先で、演歌好きの祖父がカラオケで歌った藤山一郎の「東京ラプソディ」に影響を受け、それ以降は歌謡曲や演歌を歌って育ち、自らも演歌歌手を志すようになった。中学時代は吹奏楽部に所属していた。
芸名は「水」の持つ流れるような優しさと人を癒していく心、「木」の持つ真っ直ぐ上に上がっていく勢いのある力、さらに名前の「ケイ」は成就する画数である5画で、苗字に込められたメッセージを名前で成就させるというイメージでステラ薫子が命名。キャッチフレーズは「水木ケイは元気系」。
2009年4月22日によしもとアール・アンド・シー（現・よしもとミュージックエンタテインメント）より『海椿』でデビュー。吉本興業初となる女性演歌歌手として注目されたが、2014年12月末をもって、一時活動休止に入った。
2017年7月26日に更新されたブログで、2017年3月末日でデビューから所属していたよしもとクリエイティブ・エージェンシーを退社したことと、フリーで活動再開することが報告された。さらに翌日更新されたブログでは、活動休止期間中に一男の母になったことが明かされた。その後、社長夫妻との再会が縁となり、オフィスAYに所属が決まった。

## 出演番組

### テレビ
- 爆笑!ふれあいコメディ こちらかきくけ公園前（2009年4月5日 - 2010年3月28日、朝日放送） - コヤブ医院のナース（- 第4話）→演歌歌手（第5話 -） 役
- せやねん!（2009年4月18日、毎日放送）
- 演歌百撰（2009年4月19日、サンテレビジョン）
- 生×カラ!TV（2009年～、サンテレビ） - 特別ゲスト（不定期）
- NHK歌謡コンサート（2009年6月9日、2010年3月2日、2011年11月15日NHK）
- あほやねん!すきやねん!（2009年6月16日、NHK大阪）
- THAT'S ENKA TAINMENT〜ちょっと唄っていいかしら?〜（2010年5月13日・2011年2月17日、朝日放送）
- 金曜バラエティー（2011年6月3日、NHK）
- BS日本のうた（2012年5月20日、2012年11月11日、BSプレミアム）

## ディスコグラフィ

### シングル
1. 海椿（2009年4月22日）
オリコンシングル週間ランキング・最高92位[5]、演歌・歌謡週間ランキング・初登場18位
2. 恋のドンパン節（2010年4月21日）
オリコンシングル週間ランキング・最高92位[5]
3. お別れ出船（2011年1月26日）
オリコンシングル週間ランキング・最高110位[5]
4. 母娘十年（2012年4月18日）
オリコンシングル週間ランキング・最高73位[5]
5. 未練船（2013年6月12日）
オリコンシングル週間ランキング・最高97位[5]
6. 魚市場のおんな（2020年2月26日）

### アルバム
1. 水木ケイ全曲集（2011年9月21日）